# José María Sarastí
José María Sarastí y Ladrón de Guevara fue un militar y político ecuatoriano que ejerció como miembro de la junta de gobierno de facto en 1883 luego del derrocamiento del presidente Ignacio de Veintemilla.

## Biografía
Militar nacido en Pupiales (actual República de Colombia) en el año 1837, hijo Manuel Sarasti y Garzón y de Gertrudis Ladrón de Guevara.
Era muy joven aun cuando sus padres vinieron al Ecuador para radicarse en Guano y Riobamba, donde realizó todos sus estudios. Más tarde, al llegar a la mayoría de edad adoptó la nacionalidad ecuatoriana.
«Hombre liberal, tolerante, juicioso, patriota, republicano, valientísimo, dotado de carácter, constancia y de espléndidas dotes de militar», tuvo importante y trascendental actuación como caudillo y conductor de fuerzas militares durante la campaña de la Restauración, en contra de la dictadura de Ignacio de Veintemilla.

## Golpe de Estado a Veintemilla y Gobierno Provisional
En enero de 1883 entró en Quito luchando contra las fuerzas comandadas por «La Generalita» Marieta de Veintemilla, sobrina del dictador, y luego de vencer la resistencia de los gobiernistas fue nombrado, el 14 de enero, Director de Guerra del Pentavirato que formaron en Quito los ilustres ciudadanos Pablo Herrera González, Luis Cordero Crespo, Pedro Ignacio Lizarzaburu, Rafael Pérez Pareja y Agustín Guerrero Lizarzaburu, el cual fue conocido también como Gobierno de la Restauración. Este gobierno se formó a pesar de que Veintemilla se había hecho fuerte en Guayaquil, donde se preparaba para enfrentar a las fuerzas de Eloy Alfaro y Francisco Javier Salazar.
Envió entonces una carta a Eloy Alfaro en la que le decía: «Usted y yo no tenemos más programa que la salvación de la República y para esto debemos unir nuestros esfuerzos materiales, intelectuales y morales para obrar de acuerdo, formando previamente un plan de ataque a Guayaquil» (Narraciones Históricas, p. 109.- Eloy Alfaro).
Descollaba sobre todos los demás por su alto sentido de lo que debía ser la disciplina del soldado y la organización de un ejército, y gracias a esas cualidades fue un militar cuya vida será ejemplo para las nuevas generaciones castrenses.

## Revolución Liberal y muerte
En 1895, luego de que el presidente Luis Cordero Crespo fuese obligado a dimitir a raíz del bullado escándalo de la Venta de la Bandera,Vicente Lucio Salazar -que desempeñaba las funciones de Encargado del Poder Ejecutivo- lo nombró para el cargo de Jefe del Ejército. Poco tiempo después estalló en Guayaquil la Revolución Liberal de Ecuador que proclamó la Jefatura Suprema de Eloy Alfaro, por lo que le fue encomendada la misión de marchar al frente del ejército regular para intentar detener a las fuerzas alfaristas que, desde Guayaquil, avanzaban hacia el interior para tomar el poder de Quito. Los dos ejércitos se enfrentaron el 14 de agosto en la Batalla de Chimbo con claro y definitivo triunfo de los liberales comandados por el General Cornelio Vernaza Carbo, días después tuvo lugar la  victoriosa escaramuza de  Gatazo al mando del general Eloy Alfaro, que de esa manera tuvieron el camino abierto hacia la capital de la República. Sarastí fue encarcelado.
Posteriormente, en 1905 formó con el general Eloy Alfaro e Hipólito Moncayo parte de la Comisión que el presidente Lizardo García nombró para codificar las leyes militares promulgadas por el gobierno de Eloy Alfaro.
Radicado en Quito, con vergüenza, indignación e impotencia, en 1912 vivió los horrores del sangriento de los líderes liberales en la llamada Hoguera Barbara. Esto minó su ánimo y su espíritu, por lo que se retiró a la vida privada hasta el día de su muerte ocurrida en 1926.